# Psykup
Psykup ist eine französische Metal-Band aus Toulouse. Stilistisch lässt sich die Band dem Alternative Metal zurechnen. Über dies lassen die fünf Franzosen Elemente des Jazz und Swing in ihre Musik einfließen. Die Songtexte werden größtenteils in französischer Sprache gesungen; erst auf dem dritten Studioalbum überwiegen englische Texte.

## Bandgeschichte
Nach einer ersten Demo 1998, drei Jahre nach der Gründung, bringen Psykup erst im Jahre 2000 ihre erste EP Sors la tête heraus, die sich in kürzester Zeit immerhin über 3.500 Mal verkauft. Mit Auftritten als Vorbands von Soulfly, Suicidal Tendencies und anderen und diversen Festivalauftritten steigt der Bekanntheitsgrad und die Fangemeinde wächst. Zuvor jedoch verlässt Mélanie die Band und David „Vidda“ Castel stößt hinzu.
Im Jahre 2002 erscheint das Debütalbum Le Temps de la Réflexion, nachdem Psykup von Jerkov Musiques / Mosaic Music unter Vertrag genommen wurde. Sie touren ausgiebig mit bekannten Bands wie Gojira und Sleeppers durch Frankreich und die Benelux-Staaten und können allein im Rahmen ihrer Konzerte ca. 5.000 LPs verkaufen. Yannik verlässt jedoch bald darauf die Band, und so wechselt Vidda vom Bass an die Gitarre. 2003 findet man mit Stéphane 'Pelo' Bezzina einen geeigneten Bassisten.
2004 veröffentlichten Psykup das Album Acoustiques / Remixes / Vidéo, das in erster Linie Remixes und Akustikversionen von bereits bekannten Songs beinhaltet.
L’ombre et la Proie ist das zweite echte Studioalbum und erscheint 2005. Durch dieses Album gelingt der Band ein weiterer Fanzuwachs.
Das Album We Love You All erschien im Jahre 2008 beim Label Season of Mist. Es ist das erste Album, das nicht nur auf einer Doppel-CD mit dreistündiger Bonus-DVD ausgeliefert wurde, sondern das auch erstmals in überwiegend englischer Sprache gesungen wurde.
Bei dem französischsprachigen Song En Vivre Libre ou Mourir von diesem Album greift die Band sogar auf die Hilfe der Rapper von Khod Breaker zurück.
Das Album CTRL + ALT + FUCK wurde über die französische Crowdfunding-Plattform KissKissBankBank.com realisiert und erschien im März 2017. Das Projekt übertraf das angestrebte Ziel von 1000 € um Längen. Binnen 45 Tagen wurden über 17.000 € erreicht.
Das aktuelle Album Hello Karma! erschien 2021.

## Nebenprojekte
Psykup ist nicht das einzige Musikprojekt der fünf Toulousianer. Vidda, Ju und Brice spielen zusammen noch bei Manimal ebenfalls experimentellen Death Metal. Milka hat noch ein Screamo-Projekt namens My Own Private Alaska und eins mit der Alternative-Band Agora Fidelio.

## Diskografie

### Alben
- Psykup (EP, 1998, in Eigenproduktion)
- Sors La Tête (2000)
- Le Temps de la Réflexion (2002, Jerkov Musiques / Mosaic Music)
- Acoustiques / Remixes / Vidéo (2004, Jerkov Musiques / Mosaic Music)
- L’ombre de la Proie (2005, Jerkov Musiques / Mosaic Music)
- We Love You All (2008, Season of Mist)
- CTRL + ALT + FUCK (2017)
- Hello Karma! (2021)